# 나인빅스
나인빅스(NineVics)는 대한민국 서울, 경기 지역에서 활동하는 아마추어 여자 야구팀이다. 한국여자야구연맹 소속이며, 2005년 6월 25일에 창단했다.
나인빅스(NineVics)란 경기에 임한 9(Nine)명의 선수들이 한마음 한뜻으로 승리(Victories)를 추구한다는 의미이다.
2005년 창단 이래 나인빅스는 모범적인 팀, 실력 있는 팀, 사랑 받는 팀을 운영하여 여자야구의 활성화와 발전에 기여하는 대한민국 대표 여자야구단이 되는 것을 목표로 노력하고 있다.